# Cerco de Malakand

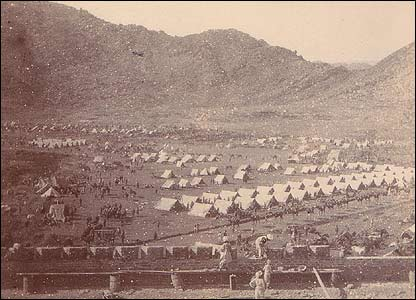
Vista sul do campo de Malakand

O cerco de Malakand aconteceu entre 26 de Julho e 2 de Agosto de 1897, na região de Malakand, (atualmente dia, no Paquistão), uma província da Fronteira Noroeste. A guarnição britânica foi cercada por uma força de Pachtuns, cujas terras tribais tinham sido bissectadas pela Linha Durand, a fronteira com 2 445 km (1 520 mi) entre o Afeganistão e o que é hoje o Paquistão, delineada no final da Segunda Guerra Anglo-Afegã, travada para impedir que a influência do Império Russo se estendesse ao subcontinente Indiano dominado pelo Reino Unido.